# Дрина
Дрина (на босненски: Drina; на сръбски: Дрина) е река в Босна и Херцеговина и Сърбия, десен приток на Сава. Дължина 346 km (с дясната съставяща я река Тара 490 km), площ на водосборния басейн 19 570 km².

## Географска характеристика

### Извор, течение, устие
Река Дрина се образува на 442 m н.в. от сливането на двете я реки Пива (лява съставяща, 34 km, 1270 km²) и Тара (дясна съставяща, 144 km², 2006 km²) (водещи началото си от планината Проклетия в Черна гора), в югоизточната част на Босна и Херцеговина, на границата с черна гора. С изключение на най-долния си участък течението на реката има типичен планински характер, съпроводено с множество прагове и бързеи, няколко малки водопада (сега са залети от водите на язовир „Байна Баща“), дълбока долина, на места с тесни каньони и дефилета (най-дългото е 24 km), а на други места с малки долинни разширения и междупланински котловини. От язовира „Байна Баща“ до устието ѝ по нейния талвег преминава държавната граница между Босна и Херцеговина и Сърбия. След град Зворник долината ѝ се разширява, а склоновете ѝ стават полегати. При град Лозница реката излиза от планините и навлиза в крайната южна част на Среднодунавската низина. Тук долината ѝ значително се разширява, скоростта на течението ѝ намалява и се появяват множество меандри. Ширината на коритото и варира от 15 до 200 m. Влива се отдясно в река Сава (десен приток на Дунав), на 74 m н.в., при село Босанска Рача.

### Водосборен басейн, притоци
Водосборният басейн на Дрина обхваща площ от 19 570 km² (20,03% от водосборния басейн на Сава), като обхваща източните и югоизточните части на Босна и Херцеговина, северните и източните части на Черна гора (49,6% от цялата територия на страната) и западните части на Сърбия. На североизток водосборния басейн на Дрина граничи с водосборните басейни на реките Ерез, Добрава и Колубара (десни притоци на Сава, на изток – с водосборния басейн на река Велика Морава (десен приток на Дунав), на юг и югозапад – с водосборните басейни на реките Дрин и Неретва (от басейна на Адриатическо море) и с водосборните басейни на малки и къси реки, губещи се в безотточни падини в Динарските планини, а на запад – с водосборните басейни на реките Босна, Луковац и други по-малки десни притоци на Сава).
Основните притоци:
- леви – Пива (34 km, 1270 km²), Прача (55 km, 1019 km²), Дриняча (88 km, 1091 km²);
- десни – Тара (144 km, 2006 km²), Чехотина (125 km, 1237 km²), Лим (220 km, 5963 km²), Рзав (72 km, 605 km²), Ядар (79 km)[1].

### Хидроложки показатели
Дрина има предимно дъждовно и подземно подхранване с ясно изразено пролетно пълноводие и лятно маловодие. Често явление през есента и зимата са епизодичните прииждания в резултат на поройни дъждове във водосборния ѝ басейн. Среден годишен отток в долното течение 341 m³/sec.

## Стопанско значение, населени места
Водите на Босна основно се използват за промишлено и битово водоснабдяване, а в долното течение частично и за напояване. На нея са изградени три язовира с водноелектрически централи – ВЕЦ „Вишеград“, ВЕЦ „Байна Баща“ и ВЕЦ „Зворник“. В наши дни Дрина не е плавателна, но предлага възможности за практикуване на каяк и рафтинг. В миналото по реката са плавали малки лодки, за които през 17 век разказва в пътеписите си османският пътешественик Евлия Челеби. Преминавайки оттук, той отбелязва, че населението в района на Дрина отрязва големи дъбови дървета с височина около 40 m и от стволовете им прави лодки. Той пише, че такива лодки има стотици в Зворник, откъдето те плават до Белград.
По долината на реката са разположени множество селища, като най-големите са:
- Босна и Херцеговина – Фоча, Горажде, Вишеград, Сребреница, Братунац, Зворник;
- Сърбия – Байна Баща, Мали Зворник, Баня Ковиляча, Лозница.

## Мостът на Дрина
На Дрина са изградени доста мостове, но най-красивият и най-известният е този от едноименния роман на Иво Андрич, намиращ се при Вишеград, наричан още Вишеградския мост или Моста на Мехмед паша Соколович.
Мостът в случая е символ на всичко, което свързва света и го прави едно цяло т.е. на цивилизациите, културите, ценностите, мирогледа и ежедневието на хората от двете страни на реката. Сърбите и бошняците са толкова близо (един мост (Мостът на Дрина) ги разделя) едни от други, а същевременно (от векове) са и толкова далече във възприятията си едни за други.
По Дрина в 395 г. е разделена и Римската империя – на Източна и Западна.
Едноименното произведение е основна причина Иво Андрич да бъде удостоен с нобелова награда за литература през 1961 г. Само 16 години след смъртта на автора, по Дрина избухват най-кръвопролитните сражения в най-ожесточената от войните, свързани с разпадането на Югославия (и в Европа след Втората Световна война) – тази в Босна и Херцеговина, разделила страната на две – Федерация Босна и Херцеговина и Република Сръбска.
Мостът на Дрина е изграден в периода 1571 – 1577 г. по нареждане на Мехмед паша Соколович (сърбин, родом от Херцеговина) – велик везир на Османската империя възстановил Печката патриаршия. Мостът е шедьовър на средновековното строителство и архитектура заедно с другия най-известен мост на Босна и Херцеговина – Стари мост в Мостар. От 2007 г. проектираният от Синан мост е включен в Списъка на световното културно и природно наследство на ЮНЕСКО.

## История по Дрина
Старогръцкото име на реката е Дринос, а народното, по цвета на водата – Зеленика.
Дрина е граница между:
- Византия и Рим
- Сърбия и Босна
- православието и католицизма
- християнството и исляма
- религията и ереса (богомилството)
- Османската империя и Австро-Унгария
- Ориента и Европа
- Сърбия и Австро-Унгария
- Черна гора и Австро-Унгария
- Антантата и Централните сили
- в Югославия
- Босна и Херцеговина и Югославия
- Босна и Херцеговина и Сърбия
- Босна и Херцеговина и Черна гора
- Република Сръбска и Сърбия
- войната и мира